# Дарижа
Дарижа́ (араб. الدارجة‎; транскрибируется как (ad-)dārija, derija или darja) — термин, используемый для обозначения магрибского диалекта арабского языка. Этот диалект характеризуется большим количеством заимствований из языков исторических владельцев колоний Магриба (французского и испанского), а также из местных берберских языков. Дарижа используется как язык разговорного общения, а литературный арабский (الفصحى (al-)fuṣ-ḥā) — для письменного. В восточных арабских странах для обозначения разговорных вариантов арабского языка используется название العامية — (al-)`āmmiyya.
Термин «дарижа» может обозначать:
- Алжирский диалект арабского языка
- Хассания — разновидность арабского языка, распространённая в Мавритании и Западной Сахаре
- Ливийский диалект арабского языка
- Марокканский диалект арабского языка
- Тунисский диалект арабского языка